# 范礼安

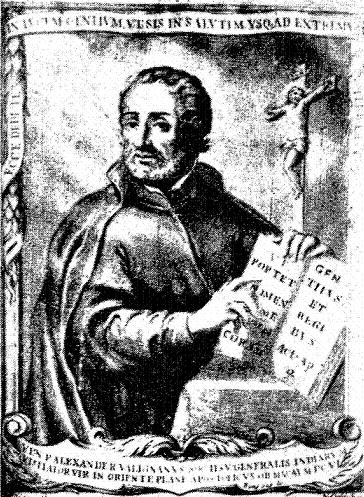
范礼安

范礼安（義大利語：Alessandro Valignano，1539年2月15日—1606年1月20日），耶稣会意大利籍传教士。其原名中文直译为亞歷山德羅·范禮納諾，范礼安是他的中文名字。他是继沙勿略之后，又一位对天主教在中国传播有重要影响的人物。

## 生平
1539年2月15日出生於那不勒斯王國（今屬意大利）基耶蒂（Chieti）。 1566年就讀帕多瓦大學期間加入耶稣会。1573年，被任命为耶稣会远东观察员视察澳门教会。1578年9月（萬曆六年八月），由印度果亞抵達澳門。当时澳门的一些耶稣会传教士要求他们的中国信徒一律要学葡萄牙语，取葡萄牙名字，生活方式也葡萄牙化。范礼安认为，这种方式不符合传播宗教的原则。他认为应该是传教士中国化，而不是中国人葡萄牙化，才有利于天主教的发展。于是他要求传教士们学习中国语言，采用中国风俗。1579年7月（萬曆七年六月），他从印度调来的传教士罗明坚抵達澳門，這時他已離開澳門前往日本，他留下指示要求罗明坚学习中国语言。1582年3月（萬曆十年二月）范禮安神父由日本回到澳門，在澳門成立耶穌聖名團。1582年8月（萬曆十年七月）范禮安神父再從印度調來一批傳教士，这里面就有巴范济和利玛窦；同月，他離開澳門前往印度果亞。1588年7月（萬曆十六年六月），他從果亞回到澳門，同時也帶來了當時歐洲最先進的古騰堡印刷機，這是歐洲印刷術首次傳入中國。1594年在澳門建立了中國境內第一所西式大學——聖保祿學院。1606年1月20日（萬曆三十三年十二月十二日）在澳門逝世。

## 外部連結
- 《中国基督教史纲》王治心著 （页面存档备份，存于），基督徒生活网 （页面存档备份，存于）。